# Ctenophorus mirrityana
Ctenophorus mirrityana — вид ігуаноподібних ящірок родини агамових (Agamidae). Ендемік Австралії.

## Поширення й екологія
Ctenophorus mirrityana відомі з трьох місцевостей, що лежать на заході Нового Південного Уельсу, зокрема в Національному парку Мутавінджи. Вони живуть у тріщинах серед скель.

## Збереження
МСОП класифікує стан збереження цього виду як близький до загрозливого. Ctenophorus mirrityana загрожує знищення природного середовища.